# Przywództwo służebne
Przywództwo służebne (ang. servant leadership) – filozofia i praktyka przywództwa. 

## Charakterystyka
Termin „przywództwo służebne” jako pierwszy wprowadził do analizy przywództwa w 1970 roku Robert Greanleaf. Jego zdaniem przywódca, którego charakteryzuje prawdziwie służebna postawa, najpierw chce służyć (powodowany świadomością osobistej roli i odpowiedzialności społecznej), a dopiero potem kierować. Służebność przywództwa jest w jego ujęciu przede wszystkim kwestią postawy (a matter of attitude). 
Przywódca taki zasadniczo różni się od osoby, która przede wszystkim chce kierować w celu zaspokojenia swojej żądzy władzy lub zdobycia dóbr materialnych. Idea przywództwa służebnego ma zachęcać menedżerów do przyjęcia stylu opartego na zachęcaniu pracowników do doskonałości i udzielaniu im pomocy, przy zaniechaniu stylu opartego na bezpośrednim kierowaniu i kontrolowaniu. 
Badania i analizy prowadzone przez Greenleafa doprowadziły go do opracowania dziesięciu podstawowych zasad przywództwa służebnego, które mają wyzwolić w ludziach potencjał twórczy i dać zadowolenie. Są to (Bombała 2020): 
1.       Listening, czyli wsłuchiwanie się w całego człowieka: ciało, umysł, duszę.
2.       Empathy, tj. empatia, tj. zdolność do wnikania, odczuwania, rozumienia i akceptacji unikalności innych osób.
3.       Healing, tj. magiczny wpływ dający moc do transformacji i integracji.
4.       Awareness , tj. samoświadomość siebie i świadomość innych, siły przywództwa.
5.       Persuasion, tj. przekonywanie, prowadzenie, ale nie zmuszanie.
6.       Conceptualization, tj. opracowywanie koncepcji, ukierunkowywanie, znajdowanie delikatnej równowagi między celami strategicznymi i taktycznymi.
7.       Foresight, tj. dalekowzroczność, intuicja ukazująca odległe konsekwencje podjętych decyzji.
8.       Stewardship, tj. włodarstwo, zarządzanie dobrem wspólnym.
9.       Commitment to the Growth of People, tj. angażowanie ludzi do rozwoju: osobistego, zawodowego i duchowego.
10.    Building Community, tj. budowanie wspólnoty.
Cztery pierwsze zasady odnoszą się do cech osobistych przywódcy i określają to, co dobrze oddaje metaforyczne określenie „być kimś”. Kolejne zasady są budowane na tych pierwszych i są ich dopełnieniem w wymiarze społecznym – „czynić coś”. Zasady te wieńczy trudny i żmudny proces „budowania wspólnoty”. Przywódca służebny uświadamia sobie, jak wiele zostało utracone w najnowszej historii ludzkości w wyniku przejścia od społeczności lokalnych do dużych form organizacyjnych. Ta świadomość powoduje, że przywódca służebny stara się wskazać pewne środki prowadzące do budowania wspólnoty. Zasady przywództwa służebnego nie tworzą sztywnego i wyczerpującego kodeksu. Niemniej są one bazą przywództwa służebnego i swoistą ofertą, skierowaną do tych, którzy są otwarci na ten rodzaj przywództwa.
Filozofię przywództwa rozwija również Ken Blanchard. W jego teorii przywództwa kluczową rolę odgrywają terminy „serce” (heart), „służenie” (servant) i „dusza” (soul). Zgłębiając istotę przywództwa, należy jego zdaniem poszukiwać odpowiedzi na pytanie: „Czy jestem przywódcą, który służy (innym), czy sobie służącym przywódcą?”. Szczera odpowiedź na to pytanie ujawnia prawdziwe intencje. Każdy potencjalny przywódca, gdy tylko ma możliwość wpływu na myślenie i zachowanie innych musi dokonać pewnych wyborów. Pierwszym jest uświadomienie sobie, co jest wyżej w hierarchii wartości, własne korzyści czy korzyści tych, którym przewodzi.  
Ważnym zagadnieniem w przywództwie służebnym jest pełne zaangażowanie obu stron w pełnienie misji. Przywódcy powinni wiedzieć, w jaki sposób korzystać z wiedzy, którą posiadają oraz nie nadużywać swojej władzy. Przede wszystkim powinni koncentrować się na szkoleniu i wyposażaniu swoich pracowników w kompetencje pozwalające im na objęcie przywództwa. Pracownicy powinni umieć używać nowej władzy, w jaką zostali wyposażeni. 
Przywództwo służebne opiera się przede wszystkim na poczuciu własnej wartości (awareness), które wzmacnia się przez świadome życie, akceptację samego siebie, odpowiedzialność za samego siebie i innych, prawość. Służenie jako model ról jest najbardziej efektywnym sposobem informowania o systemie wartości danej organizacji oraz pożądanych postawach. 